# كينشيرو سوزوكي
كينشيرو سوزوكي (باليابانية: 鈴木 拳士郎) (مواليد 20 مارس 1996) هو لاعب كرة قدم ياباني.

## وصلات خارجية
- كينشيرو سوزوكي على موقع رابطة كرة القدم اليابانية للمحترفين (اليابانية)
- كينشيرو سوزوكي على موقع قاعدة بيانات كرة القدم.إي يو (الإنجليزية)
- كينشيرو سوزوكي على موقع Soccerway.com (الإنجليزية)
- كينشيرو سوزوكي على موقع عالم كرة القدم.نت (الإنجليزية)